# 吴人洁
吴人洁（1927年—2015年），男，江苏南通人，中国复合材料专家，曾任中国科学院化学研究所副所长、研究员，上海交通大学教授、博士生导师。